# Jan Brand (hoofdcommissaris)
Jan Leendert Brand (Rotterdam, 3 augustus 1937 – Den Haag, 10 augustus 2023) is een voormalig Nederlands politiefunctionaris. Van 1982 tot 1997 was hij, in de rang van hoofdcommissaris, korpschef van de politie Haaglanden. Daarnaast was hij voorzitter van de Raad van Hoofdcommissarissen van 1994 tot 1996.

## Carrière

### Begin carrière
Brand begon zijn carrière bij de Koninklijke Marechaussee en bekleedde vervolgens diverse functies bij de Amsterdamse politie tot 1965. Hij werd politiechef in Delft, en werkte van 1969 tot 1978 bij het Ministerie van Binnenlandse Zaken, waar hij de ambtelijke cultuur leerde kennen. In Den Haag werd hij in 1987 aangesteld als hoofd dienst algemene zaken.

### Korpschef politie Haaglanden (1982-1997)
In 1982 werd hij door de Haagse burgemeester drs. F.G.L.L. Schols geïnstalleerd als hoofdcommissaris van politie. Bij de invoering van de regiopolitie werd J.L. Brand in 1991 de eerste korpschef van de Politie Haaglanden. 
Binnen deze functie werd hij beschouwd als diplomaat, ‘politicus’ en maatschappelijk politieman. Hij had een brede kijk op maatschappelijke kwesties en zag de rol van de politie als belangrijk in het aanpakken van deze problemen. Zo liet hij veiligheidsnetwerken opbouwen in Den Haag - in samenwerking met wijkagenten en scholen -  welke als voorbeeld voor andere korpsen dienden. Hij beschouwde criminaliteit als een gevolg van maatschappelijke problemen zoals werkloosheid, armoede, slechte huisvesting, en uitzichtloosheid.
Brand speelde als korpschef een rol in zowel lokale als landelijke debatten over politie en maatschappelijke kwesties. Samen met de andere korpschefs van de vier grote steden – Eric Nordholt, Jan Wiarda en Rob Hessing - werd hij een gezaghebbende figuur voor het landelijke publiek.

### Voorzitter RvH en IRT-affaire (1994-1996)
Jan Brand was voorzitter van de Raad van Hoofdcommissarissen tijdens de vergadering waarin het Nederlandse drugsbeleid werd besproken. Tijdens deze bijeenkomst in 1995 concludeerde Brand dat het huidige drugsbeleid in Nederland had gefaald. Hij pleitte voor verdere overweging van een liberale aanpak met decriminalisering van softdrugs. Een van zijn standpunten betrof het doorlaten van beperkte hoeveelheden drugs als middel om grotere criminele netwerken te ontmantelen. Deze methode om de georganiseerde criminaliteit aan te pakken was controversieel tijdens de IRT-affaire.
‘Wij lopen als politie altijd langs de grenzen van de regels. Zeker als we moeten voldoen aan politieke ambities die moeilijk te verwezenlijken zijn. Dan hoop ik dat anderen zeggen: “Ik accepteer dat u risico’s hebt gelopen.’
- Voorzitter van de Raad van Hoofdcommissarissen Jan Brand bij de commissie-Van Traa.

### Korpschef Groningen (1998-2000)
Brand verliet zijn functie als korpschef van de politie Haaglanden in september 1997 en werd opgevolgd door Jan Wiarda.
Na zijn vertrek uit Den Haag werd hij in 1998 aangesteld als korpschef in Groningen, waar hij de teruggetreden korpschef Veenstra opvolgde. Brand werd als tijdelijk korpschef aangesteld in Groningen om het korps te stabiliseren na problemen met motivatie en onderbezetting.
Op zijn 60e verhuisde Jan Brand naar Friesland, vanuit waar hij gedurende 2 jaar korpschef in Groningen was. Na die tijd heeft hij zich niet meer met de politie beziggehouden. Hij overleed op 10 augustus 2023 in Den Haag. 